# Route nationale 314
Pour les articles homonymes, voir Route 314.
La route nationale 314, ou RN 314, était une route nationale française reliant le boulevard circulaire de La Défense à l'échangeur no 1 de l'A86 à Nanterre. En 2006, elle fut déclassée en route départementale 914 et donc transférée au département des Hauts-de-Seine.
Initialement, elle était une voie rapide sans croisement à niveau encadrant, sur une partie de son parcours, le tracé de l'A14 lorsqu'elle était prévue en remblai. Depuis quelques années, à Nanterre les échangeurs sont petit à petit restructurés pour faire place à un aménagement plus urbain dans le cadre du projet Seine-Arche, dont la place Nelson-Mandela à Nanterre.

## L'ancienne RN 314 en Seine-Maritime
Jusqu'à la réforme de 1972, la RN 314 reliait Forges-les-Eaux à Eu. Elle a été déclassée en RD 1314, la Seine-Maritime ayant attribué le nom de RD 914 à l'ancienne RN 14 dans la côte de Bonsecours.

### Ancien tracé de Forges-les-Eaux à Eu (D 1314)
- Forges-les-Eaux (km 0)
- Serqueux (km 3)
- Tréforêt, commune de Mesnil-Mauger (km 7)
- Saint-Saire (km 11)
- Bouelles (km 13)
- Neufchâtel-en-Bray (km 17)
- Clais (km 26)
- Fréauville (km 30)
- Londinières (km 31)
- Fresnoy-Folny (km 39)
- Sept-Meules (km 46)
- Le Mesnil-Réaume (km 49)
- Eu (km 59)